# 為什麼為但澤而死？
為什麼為但澤而死？ （法語：Pourquoi mourir pour Dantzig?，波蘭語：Dlaczego musimy umierać za Gdańsk?）是二戰前夕法國反戰的政治口號。這句話起源於法國法西斯主义作家馬塞爾·戴亚（Marcel Déat）於1939年5月4日在巴黎報紙《L'Œuvre》 上發表的一篇文章的標題（“Mourir pour Dantzig?”——為了但澤而死？）。該文章涉及納粹德國對波蘭第二共和國的最後通牒之一，要求將但澤自由市的控制權移交給德國。在文章中，戴亚主張綏靖。 他聲稱法國沒有興趣保衛波蘭，德國總理阿道夫·希特勒在收到他要求的（根據戴亚的說法是合理的）領土後會感到滿意。他指責波蘭人煽動好戰並將歐洲拖入戰爭。戴亚認為，不應該讓法國人為不負責任的波蘭政治活動付出代價，並對波蘭是否能夠在任何相當長的時間內進行戰鬥表示懷疑。“與我們的波蘭朋友並肩作戰，共同保衛我們的領土、我們的財產和我們的自由，”戴亚寫道，“如果它有助於維護和平，這是一個人們可以勇敢設想的觀點。為了但澤而死？，不！” （“Mais mourir pour Dantzig, non！”）